# Sadik Kadir
Sadik Kadir (* 27. Juli 1981 in Surabaya, Indonesien) ist ein ehemaliger australischer Tennisspieler.

## Karriere
Kadir nahm bereits als Junior 1998 und 1999 im Einzel und Doppel der Australian Open teil, scheiterte jedoch jeweils in der ersten Runde, kam im Junior-Ranking aber nur auf einen Platz knapp innerhalb der Top 500.
Ab 1999 nahm er auch regelmäßig an Turnieren der Profis teil, zu Beginn auf der drittklassigen ITF Future Tour. Dort gelang ihm 2002 sein erster von insgesamt 15 Doppeltiteln. In der Weltrangliste verbesserte er sich stetig, sodass er das Jahr auf dem 352. Rang beendete.
Nach einem weiteren Doppeltitel 2004 erhielt er 2005 zusammen mit Shannon Nettle eine Wildcard für das Doppelfeld der Australian Open und kam so zu seinem Grand-Slam-Debüt. Dort scheiterten sie in der ersten Runde an der Paarung Cyril Suk/Pavel Vízner in zwei Sätzen. Im Folgejahr erhielt er erneut, diesmal an der Seite von Todd Reid, eine Wildcard für die Australian Open, kam aber erneut nicht über die erste Runde hinaus.
Seine größten Erfolge feierte Kadir 2009. Im Februar gewann er seinen ersten Doppeltitel auf der ATP Challenger Tour mit seinem Partner Miles Armstrong in Burnie. Diesen Erfolg konnte er im August mit Purav Raja in Qarshi wiederholen. Zusätzlich gewann er noch drei weitere Titel auf der Future Tour. Im Einzel konnte er nicht an die Erfolge aus dem Doppel anknüpfen, so scheiterte er mehrmals im Finale auf der Future Tour, auf der Challenger Tour kam er nie über das Viertelfinale hinaus. Seine beste Platzierung im Doppel erreichte er mit dem 134. Rang im August 2020, im Einzel war ein 352. Rang seine höchste Notierung. Ihm gelang in den Folgejahren keine Wiederholung seiner Erfolge auf der Challenger Tour, so zog er 2010 noch dreimal und 2011 noch einmal in Finals ein, die er alle verlor. In der Weltrangliste rutschte er immer weiter ab, sodass er im Oktober 2012 nicht mehr geführt wurde. 2013 erhielt er für das Challengerturnier in Sydney nochmals eine Wildcard für das Doppelfeld, verlor aber seine Auftaktpartie gegen die späteren Finalisten Alex Bolt und Nick Kyrgios. Dies war gleichzeitig sein letzter Auftritt auf der Profitour.

## Erfolge
| Legende (Anzahl der Siege)  |
| Grand Slam                  |
| ATP World Tour Finals       |
| ATP World Tour Masters 1000 |
| ATP World Tour 500          |
| ATP World Tour 250          |
| ATP Challenger Tour (2)     |

### Doppel

#### Turniersiege
| Nr. | Datum           | Turnier | Belag     | Partner         | Finalgegner                | Ergebnis         |
| --- | --------------- | ------- | --------- | --------------- | -------------------------- | ---------------- |
| 1.  | 8. Februar 2009 | Burnie  | Hartplatz | Miles Armstrong | Peter Luczak Robert Smeets | 6:3, 3:6, [10:7] |
| 2.  | 21. August 2009 | Qarshi  | Hartplatz | Purav Raja      | Andis Juška Deniss Pavlovs | 6:3, 7:64        |